# Mieczysław Biernacki
Mieczysław Kwiryn Biernacki (Lublin, 30 de março de 1891 — Lublin, 21 de novembro de 1959) foi um químico matemático polonês. Combateu durante a Primeira Guerra Mundial no exército francês e depois nas forças do general Józef Haller.